# Radio Amateur Civil Emergency Service
Der Radio Amateur Civil Emergency Service (RACES) ist eine Notfunk-Organisationsplanung für den Amateurfunkdienst in den USA. RACES ist nach einer Vorschrift der Federal Communications Commission (FCC) ein „Standby-Dienst“.
Das Konzept eines Amateurfunk-Notdienstes, der den regulären Amateurfunkdienst in Kriegszeiten ablöst, resultierte aus einer Idee der American Radio Relay League und dem Department of the Army's Office of Civil Defense von 1952. Nach dem Ende des Zweiten Weltkrieges war der Amateurfunkdienst weitgehend eingeschlafen und mit dem RACES sollte er wieder in den Zivilschutz integriert werden. Die Vorläuferorganisation war der War Emergency Radio Service (WERS), der auf Vorschlag der ARRL errichtet wurde, nachdem mit dem Eintritt der USA in den Zweiten Weltkrieg der Amateurfunkverkehr eingestellt worden war.
Der Kriegsfall, in dem der reguläre Amateurfunkdienst ausgesetzt wird und ausschließlich Notfunkverkehr nach RACES abgewickelt wird, ist nie eingetreten.
Von vielen Funkamateuren wird RACES als Relikt des Kalten Krieges angesehen. Aktive Netzwerke wie der Amateur Radio Emergency Service (ARES) sind in Nordamerika von größerer Bedeutung.